# Championnats du monde de slalom de canoë-kayak 1987
Navigation
Championnats du monde de slalom 1985 Championnats du monde de slalom 1989
Les 20e championnats du monde de slalom en canoë-kayak de 1987 se sont tenus du 16 au 19 juillet 1987 à Bourg-Saint-Maurice en France, sous l'égide de la Fédération internationale de canoë, pour la deuxième fois après 1969.

## Podiums

### Hommes

#### Canoë
| Épreuve       | Or                                                                                                | Or     | Argent | Argent | Bronze | Bronze |
| ------------- | ------------------------------------------------------------------------------------------------- | ------ | --- | ------ | --- | ------ |
| C1            | Jon Lugbill (USA)                                                                                 | 200.87 | David Hearn (USA)                                                                                         | 210.68 | Bruce Lessels (USA) | 211.33 |
| C1 par équipe | États-Unis Jon Lugbill David Hearn Bruce Lessels                                                  | 242.02 | France Jean Sennelier Thierry Humeau Jacky Avril                                                          | 248.89 | Tchécoslovaquie Juraj Ontko Jozef Hajdučík Jaroslav Slúčik                                                             | 264.84 |
| C2            | France Pierre Calori Jacques Calori                                                               | 218.61 | États-Unis Lecky Haller Jamie McEwan                                                                      | 222.24 | Tchécoslovaquie Milan Kučera Miroslav Hajdučík                                                                         | 227.86 |
| C2 par équipe | France Pierre Calori & Jacques Calori Michel Saidi & Jérôme Daval Gilles Lelievre & Jérôme Daille | 260.18 | Tchécoslovaquie Jiří Rohan & Miroslav Šimek Miroslav Hajdučík & Milan Kučera Viktor Beneš & Ondřej Mohout | 261.01 | Allemagne de l'Ouest Frank Hemmer & Thomas Loose Günther Wolkenaer & Fredi Zimmermann Stephan Bittner & Volker Nerlich | 265.34 |

#### Kayak
| Épreuve        | Or                                                     | Or     | Argent                                                | Argent | Bronze                                                     | Bronze |
| -------------- | ------------------------------------------------------ | ------ | ----------------------------------------------------- | ------ | ---------------------------------------------------------- | ------ |
| K1             | Toni Prijon (FRG)                                      | 191.77 | Jernej Abramič (YUG)                                  | 192.81 | Marjan Štrukelj (YUG)                                      | 192.92 |
| K1 par équipes | Grande-Bretagne Richard Fox Melvyn Jones Russell Smith | 214.33 | Yougoslavie Jernej Abramič Marjan Štrukelj Janez Skok | 217.18 | France Christophe Prigent Laurent Brissaud Manuel Brissaud | 218.86 |

### Femmes

#### Kayak
| Épreuve        | Or                                                                       | Or     | Argent                                                               | Argent | Bronze                                            | Bronze |
| -------------- | ------------------------------------------------------------------------ | ------ | -------------------------------------------------------------------- | ------ | ------------------------------------------------- | ------ |
| K1             | Elizabeth Sharman (GBR)                                                  | 216.64 | Myriam Jerusalmi (FRA)                                               | 218.92 | Elisabeth Micheler (FRG)                          | 222.22 |
| K1 par équipes | Allemagne de l'Ouest Margit Messelhäuser Ulla Steinle Elisabeth Micheler | 273.40 | France Myriam Jerusalmi Marie-Françoise Grange-Prigent Sylvie Arnaud | 282.63 | États-Unis Cathy Hearn Dana Chladek Maylon Hanold | 286.95 |

## Tableau des médailles
| Rang  | Nation               | Or | Argent | Bronze | Total |
| ----- | -------------------- | -- | ------ | ------ | ----- |
| 1     | France               | 2  | 3      | 1      | 6     |
| 2     | États-Unis           | 2  | 2      | 2      | 6     |
| 3     | Allemagne de l'Ouest | 2  | 0      | 2      | 4     |
| 4     | Grande-Bretagne      | 2  | 0      | 0      | 2     |
| 5     | Yougoslavie          | 0  | 2      | 1      | 3     |
| 6     | Tchécoslovaquie      | 0  | 1      | 2      | 3     |
| Total | Total                | 8  | 8      | 8      | 24    |